# Parti politique Agissons
Le Parti politique Agissons (en espagnol : Partido Político Hagamos, abrégé PPH) est un parti politique paraguayen formé en mars 2016.

## Histoire
Après sa création en 2016, le parti présente des candidatures aux élections générales de 2018. Il obtient respectivement deux sièges au Sénat et deux sièges à la Chambre des députés dans le département Central.

## Idéologie
Le Parti politique Agissons se définit comme une plateforme politique centriste, décrite comme orientée « dans la poursuite de la construction d'un État pluraliste, démocratique et progressiste, orienté vers toutes les classes sociales, mais avec un accent particulier sur la jeunesse »,.

## Résultats électoraux

### Élections législatives
| Année | Voix   | %    | Rang | Sièges |
| ----- | ------ | ---- | ---- | ------ |
| 2018  | 75 601 | 3,19 | 5e   | 2 / 80 |

### Élections sénatoriales
| Année | Voix    | %    | Rang | Sièges |
| ----- | ------- | ---- | ---- | ------ |
| 2018  | 105 375 | 4,47 | 5e   | 2 / 45 |